# هاغي إدواردز
هاغي إدواردز (بالإنجليزية: Hughie Idwal Edwards)‏ هو لاعب كرة قدم أسترالية وطيار أسترالي، ولد في 1 أغسطس 1914 في فريمانتل في أستراليا، وتوفي في 5 أغسطس 1982 في Darling Point ‏ في أستراليا بسبب نزف مخي.